# Charles Lindbergh

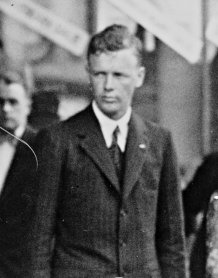
Charles Lindbergh

Charles Augustus Lindbergh, Jr. (n. 4 februarie 1902 – d. 26 august 1974), cunoscut și ca "Lucky Lindy" (Norocosul Lindy) sau "The Lone Eagle" (Vulturul solitar), a fost un pilot american, de origine suedeză, unul din pionierii zborurilor de lungă durată, devenit faimos pentru realizarea unui zbor transatlantic fără escală de la New York la Paris în 1927. 
Conform unor opinii, Lindbergh și-ar fi stricat enormul renume pe care l-a cucerit datorită performanțelor sale de aviator, prin implicarea puternică în mișcarea menită să împiedice intrarea Statelor Unite ale Americii în cel de-al doilea război mondial. După alte opinii, Lindbergh ar fi dovedit patriotism și deosebit curaj prin susținerea unei cauze pe care el o considera justă în ciuda pierderii suportului publicului. 